# Iceland Express
Iceland Express var ett isländskt lågprisflygbolag med bas på Keflavík International Airport.

## Historik
Flygbolaget grundades 2002 och började med sin verksamhet 2003 med dagliga flygturer till London och Köpenhamn. Flygbolaget ägdes av Fons Eignarhaldsfélag.
Iceland Express övertogs i oktober 2012 av WOW Air.

## Flotta
Iceland Express flygplansflotta bestod 2010 av tre Boeing 737-700.